# Nationalpark Donau-Auen (Wiener Teil)
Nationalpark Donau-Auen (Wiener Teil) este o arie protejată (arie specială de conservare — SAC, sit de importanță comunitară — SCI, arie de protecție specială avifaunistică — SPA) din Austria întinsă pe o suprafață de 2.258 ha, integral pe uscat.

## Localizare
Centrul sitului Nationalpark Donau-Auen (Wiener Teil) este situat la coordonatele 48°10′22″N 16°31′54″E / 48.1728°N 16.5317°E.

## Înființare
Situl Nationalpark Donau-Auen (Wiener Teil) a fost declarat sit de importanță comunitară în septembrie 1995 pentru a proteja 1 specie de plante și 75 de specii de animale. Alte tipuri de protecție:
- arie de protecție specială avifaunistică (în septembrie 1995)
- arie specială de conservare (în octombrie 2007)[1][2][3]

## Biodiversitate
Situată în ecoregiunea continentală, aria protejată conține 9 habitate naturale: Ape stătătoare oligotrofe până la mezotrofe, cu vegetație de Littorelletea uniflorae și/sau de Isoëto-Nanojuncetea, Ape puternic oligomezotrofe cu vegetație bentonică cu Chara spp., Lacuri eutrofice naturale cu vegetație de tip Magnopotamion sau Hydrocharition, Pajiști uscate seminaturale și facies de acoperire cu tufișuri pe substraturi calcaroase (Festuco-Brometalia) (* situri importante pentru orhidee), Pajiști stepice subpanonice, Fânețe de joasă altitudine (Alopecurus pratensis, Sanguisorba officinalis), Mlaștini alcaline, Păduri aluvionare cu Alnus glutinosa și Fraxinus excelsior (Alno-Padion, Alnion incanae, Salicion albae), Păduri mixte riverane de Quercus robur, Ulmus laevis și Ulmus minor, Fraxinus excelsior sau Fraxinus angustifolia, de-a lungul marilor râuri (Ulmenion minoris).
La baza desemnării sitului se află mai multe specii protejate:
- plante (1): Apium repens
- păsări (53): lăcar mare (Acrocephalus arundinaceus), privighetoare-de-baltă (Acrocephalus melanopogon), lăcar-de-lac (Acrocephalus scirpaceus), fluierar de munte (Actitis hypoleucos), pescăruș albastru (Alcedo atthis), rață pitică (Anas crecca), rață cârâitoare (Anas querquedula), stârc roșu (Ardea purpurea), rață-cu-cap-castaniu (Aythya ferina), rața moțată (Aythya fuligula), Aythya marila, rață roșie (Aythya nyroca), buhai de baltă (Botaurus stellaris), Bucephala clangula,  prundaș gulerat mic (Charadrius dubius), chirighiță neagră (Chlidonias niger), erete de stuf (Circus aeruginosus), erete vânăt (Circus cyaneus), cristeiul de câmp (Crex crex), ciocănitoarea de stejar (Dendrocopos medius), ciocănitoare de grădină (Dendrocopos syriacus), ciocănitoare neagră (Dryocopus martius), egretă albă (Egretta alba), muscar-gulerat (Ficedula albicollis), cufundar polar (Gavia arctica), cufundar mic (Gavia stellata), codalb (Haliaeetus albicilla), frunzăriță galbenă (Hippolais icterina), rândunică (Hirundo rustica), stârc pitic (Ixobrychus minutus), capîntortură (Jynx torquilla), sfrâncioc roșiatic (Lanius collurio), grelușelul-de-tufiș (Locustella fluviatilis), gușă albastră (Luscinia svecica), ferestraș mic (Mergus albellus), ferestrașul mare (Mergus merganser), Mergus serrator, gaia neagră (Milvus migrans), gaia roșie (Milvus milvus), muscar sur (Muscicapa striata), vultur pescar (Pandion haliaetus), viespar (Pernis apivorus), codroșul de pădure (Phoenicurus phoenicurus), ciocănitoare verzuie (Picus canus), corcodel mare (Podiceps cristatus), cresteț cenușiu (Porzana parva), mărăcinar negru (Saxicola torquatus), chiră de baltă (Sterna hirundo), turturică (Streptopelia turtur), silvie porumbacă (Sylvia nisoria), corcodel mic (Tachybaptus ruficollis), fluierar de mlaștină (Tringa glareola), nagâț (Vanellus vanellus)
- amfibieni (2): buhai de baltă cu burta roșie (Bombina bombina), triton cu creastă dobrogean (Triturus dobrogicus)
- mamifere (2): liliac cârn (Barbastella barbastellus), castor (Castor fiber)
- nevertebrate (8): Anisus vorticulus, Bolbelasmus unicornis, Cucujus cinnaberinus, fluturele de noapte (Eriogaster catax), Euplagia quadripunctaria, libelule (Leucorrhinia pectoralis), rădașcă (Lucanus cervus), fluturele purpuriu (Lycaena dispar)
- pești (9): avat (Aspius aspius), răspăr (Gymnocephalus schraetzer), țipar (Misgurnus fossilis), boarță (Rhodeus amarus), porcușor de vad (Romanogobio uranoscopus), porcușor de șes (Romanogobio vladykovi), babușcă de tur (Rutilus virgo), fusar (Zingel streber), pietrar (Zingel zingel)
- reptile (1): țestoasa de baltă (Emys orbicularis)

Pe lângă speciile protejate, pe teritoriul sitului au mai fost identificate 31 de specii de plante, 7 specii de păsări, 7 specii de amfibieni, 8 specii de nevertebrate, 7 specii de reptile.